# Alto Taquari
Alto Taquari es un municipio brasileño del estado de Mato Grosso. Se localiza a una latitud 17°49'34" sur y a una longitud 53°16'56" oeste, a una altitud de 851 metros. Su población estimada en 2016 era de 9.963 habitantes.
Posee un área de 1.399,22 km².

## Historia
El primer nombre de la ciudad fue Cabeceira, después de algunos años pasó a ser llamada como Taquari en referencia a la naciente de un río próximo a la sede municipal, el río Taquari. El término Taquari tiene origen Tupi, y designa una especie de bambú o tacuara. Se cuenta que pueblos indígenas, antiguos habitantes del área, usaban a tallo de tacuara, abundante en la región del citado río, para fabricar cachimbos y flechas.
La posición geográfica de Alto Taquari, le permitió desenvolver a lo largo de los años, vínculos históricos con dos Estados de la Federación vecinos del municipio: Goiás y Mato Grosso del sur. El municipio se localiza en el extremo este mato-grossense, entre dos grandes cuencas fluviales - la Cuenca fluvial del Prata y la Cuenca fluvial del Tocantins. La cabecera del Ribeirão Furnas, tributario del Río Taquari que contribuye para la Cuenca del Prata, es el extremo meridional del estado de Mato Grosso. El Río Taquari es uno de los formadores de la extensa planicie pantanosa, y va sumando innumerables afluentes durante su recorrido hasta desembocar sus aguas en el Río Paraguay.
El día 7 de mayo de 1938 fue creado el Distrito policial de Alto Taquari, y el 17 de octubre de 1958, el Distrito de Paz. El municipio fue fundado el 13 de mayo de 1986 por la Ley 4.993. La población, además de mato-grossenses, posee emigrantes procedentes del Río Grande del sur, Paraná, Goiás, São Paulo y Minas Generales.

## Geografía
Relievesuavemente ondulado, Meseta Taquari-Itiquira.
Formación geológicacoberturas no plegadas del Fanerozóico, subcuenca occidental de la Cuenca del Paraná.
Límitesestado de Goiás y de Mato Grosso del sur.
Área plantada de soja70.000 hectáreas
Área plantada de algodón13.000 hectáreas
Área plantada de maíz4.000 hectáreas
Área plantada de arroz1.000 hectáreas
Total de área plantada88.000 hectáreas
Área restante del municipioocupada por la ganadería

## Avances
Con el objetivo de disminuir el costo del productor rural, fueron reformados en el municipio de Alto Taquari vários guardaganados, calles vecinales y puentes.
Además de esto, fue implantado también en el municipio el sistema de consórcio, en el cual, productores, Gobierno del estado y Prefectura se unieron para el asfaltado de calles que unen las propiedades rurales.